# Nival
Nival — независимый разработчик компьютерных игр. Компания основана в 1996 году Сергеем Орловским, который занял пост руководителя СЕО компании. Фигурировала под именами Nival Entertainment и Nival Interactive, также были подразделения Nival Online и Nival Network. Штаб-квартира расположена в Лимасоле (Кипр). Наиболее известные проекты компании — серии «Аллоды» (Rage of Mages), Blitzkrieg, Silent Storm, Etherlords, Prime World, а также Heroes of Might and Magic V.

## История компании
- Ноябрь 1996 года — основание компании Сергеем Орловским под брендом Nival Entertainment
- Апрель 2005 года — Ener1 Group приобрёл компанию Nival Interactive[3]
- Октябрь 2005 года — начало издательской деятельности на территории России, СНГ и стран Балтии
- Октябрь 2006 года — основание Nival Online[4]
- Ноябрь 2007 года — Сергей Орловский возвращает полный контроль над Nival Interactive[5][6]
- Декабрь 2007 года — Nival Online, совместно с IT Territory, TimeZero и NIKITA Online объединяются в холдинг Astrum Online Entertainment[7][8]
- Сентябрь 2008 года — создаётся Nival Network[9]
- Июль 2009 года — Nival Online переименовывается в Astrum Nival[10]
- Декабрь 2009 года — запущена игровая сеть ZZima.com[11]
- Февраль 2010 года — Mail.Ru выкупает 100 % компании Astrum Nival[12]
- Апрель 2011 года — Nival Interactive и Nival Network объединяются в единый бренд Nival[13]
- Декабрь 2013 года — Nival привлекает 6 млн долларов инвестиций от фонда Almaz Capital Partners[14]
- Июль 2015 года — головной офис компании переезжает в Санкт-Петербург[15]
- Июль 2016 года — штаб-квартира компании переезжает в Лимассол с целью сфокусироваться на глобальных рынках[16]
- Октябрь 2016 года — исследовательское подразделение Nival, специализирующееся на образовательных играх с элементами VR и ИИ, выделено в отдельную компанию Luden.io[17][18]
- Декабрь 2016 года — компания закрывает свою игровую сеть ZZima[19].
- Февраль 2017 года — компания анонсирует первый в мире искусственный интеллект на основе нейронных сетей в жанре RTS[20]
- Сентябрь 2024 года — Nival открыл исходники игры Prime World[21]
- Апрель 2025 года — Nival разместил в открытом доступе исходный код игры «Блицкриг»[22]

## Вышедшие игры
- Аллоды: Печать Тайны (1998)
- Аллоды II: Повелитель душ (1999)
- Проклятые земли (2000)
- Демиурги (2001)
- Блицкриг (2003)
  - Блицкриг: Восточный фронт
  - Блицкриг: Дьяволы в хаки
  - Блицкриг: Операция «Север»
  - Блицкриг: Пылающий горизонт
  - Блицкриг: Рокот бури
  - Блицкриг: Смертельная схватка
  - Блицкриг: Смертельная схватка 2
  - Блицкриг: Смертельная схватка 3
  - Блицкриг: Смертельная схватка 4
  - Блицкриг: Смертельная схватка 5
- Демиурги II (2003)
- Silent Storm (2003)
  - Silent Storm: Часовые
  - Серп и молот
- Блицкриг II (2005)
  - Блицкриг II: Возмездие
  - Блицкриг II: Освобождение
- Ночной Дозор (2005)
- Heroes of Might and Magic V (2006) — совместно с Ubisoft
  - Heroes of Might and Magic V: Владыки Севера
  - Heroes of Might and Magic V: Повелители Орды
- Дневной Дозор (2006) — совместно с Targem Studio[23]
- Великие битвы (2007) — совместно с Arise и N-Game Studios
  - Курская Дуга + Курская битва. Забытые сражения[24]
  - Битва за Тобрук[25]
  - Высадка в Нормандии[26]
  - Сталинград[27]
- Аллоды Онлайн (2009)
- King's Bounty: Legions (2011)
- Prime World (2012)
- Prime World: Алхимия[28] (2012)
- Prime World: Defenders[29] (2012)
- Etherlords[30] (2012) — совместно с Targem Games[31]
- Prime World: Defenders 2[32] (2016)
- Блицкриг 3 (2017)

## Награды
- Prime World:
  - «Лучшая онлайн-игра» и «Лучший игровой дизайн» по версии КРИ Awards 2011[33].
  - «Лучшая стратегия E3 2011» по версии IGN[34].
  - «Лучшая социальная игра Gamescom» по версии GamingXP[35].
  - «Лучшая игра E3 2011» по версии GameFront[англ.][36]
  - «Главный сюрприз шоу E3 2011» по версии GamesRadar+[37]
  - «Лучшая русскоязычная ONLINE игра» по версии Perpetuum Mob 2012[38]
  - «Лучшая отечественная игра 2012 года по версии Игромании»[39]
  - «Лучшая отечественная игра 2012 года по версии Stopgame.ru»[40]
  - «Лучшая стратегия E3 2013» по версии FEZ[41]
  - «Лучшая MOBA E3 2013» по версии RTSGuru[42]
- King's Bounty: Legions — продолжение серии King’s Bounty для мобильных устройств:
  - «Лучшая социальная игра» по версии КРИ Awards 2011[33].
  - Perpetuum Mob 2013 Лучшая мобильная ONLINE игра — Версия Pro[43]
  - Perpetuum Mob 2013 Лучшая мобильная ONLINE игра — Версия User 2 место
  - Facebook Игра года 2013 — Выбор сотрудников
  - Computer Times — Выбор редакции[44]
- Heroes of Might and Magic V:
  - Победитель номинации «Легендарные игры» от организации развития видеоигровой индустрии России. Была включена в Зал Славы видеоигровой индустрии России 2024 года[45]
- Etherlords:
  - Лучшая игра 2014 года по версии Apple[46]
  - Выбор редакции Apple в 122 странах[47]

## Турниры
- 2006 — первый официальный турнир по игре Heroes of Might and Magic V[48]
- 2013 — первый турнир по игре Prime World[49]